# Mestilla
UAB Mestilla ist eine der größeren Biodiesel-Produktionsfirmen in Klaipėda, Litauen. Sie gehört zur Akola Group. 2011 erzielte das Unternehmen einen Umsatz von 365,547 Mio. Litas.
Das Unternehmen setzte ein Investitionsvorhaben von fast 130 Millionen Litas in der Freien Wirtschaftszone Klaipėda. Dort entstand ein Werk von Rapsmethylester (Biodiesel). Dies ist eine der größten Greenfield-Investitionen in Litauen. Die jährliche Produktion von Mestilla liegt bei über 100.000 Tonnen Biodiesel. Der  Mestilla-Fabrik produziert  Biodiesel steht im Einklang mit den europäischen und litauischen Qualitätsstandards (EN 14214). Der bei "Mestilla" produzierte Biodiesel hilft die jährlichen Kohlendioxid-(CO2)-Emissionen bis zu 300.000 Tonnen zu reduzieren.